# Sauvigny
Sauvigny – miejscowość i gmina we Francji, w regionie Grand Est, w departamencie Moza.
Według danych na rok 1990 gminę zamieszkiwało 201 osób, a gęstość zaludnienia wynosiła 11 osób/km² (wśród 2335 gmin Lotaryngii Sauvigny plasuje się na 844. miejscu pod względem liczby ludności, natomiast pod względem powierzchni na miejscu 226.).